# Flugplatz Münster-Handorf

i7
i11
i13
Der Flugplatz Münster-Handorf ist ein ehemaliger Verkehrsflugplatz, Fliegerhorst der Luftwaffe und Nike-Abwehrstellung im Stadtteil Handorf der westfälischen Stadt Münster. Er dient heute als Standortübungsplatz.

## Geschichte

### Anfänge
Die Geschichte des Flugplatzes geht auf das Jahr 1934 zurück. Als der damalige Flugplatz der Stadt Münster auf der Loddenheide zu klein wurde und den Anforderungen der Luftfahrt nicht mehr gewachsen war, begann die Suche nach einem geeigneten Gelände für den Neubau eines größeren Flugplatzes. Die Wahl fiel auf ein Gelände im Bereich der zu jener Zeit noch selbständigen Gemeinde Handorf, einige Kilometer östlich von Münster. Nachdem im November 1934 die Entscheidung zum Bau getroffen wurde, begannen die Bauarbeiten im Jahr 1935 durch die eigens gegründete Flughafen-GmbH Münster-Handorf. Das Richtfest fand im September 1936 statt, die Bauarbeiten selbst waren am 1. April 1937 abgeschlossen. Bereits drei Tage später, am 4. April 1937, wurde die Fluglinie Münster – Berlin eröffnet.
Der Flugplatz selbst bestand aus zwei Teilen: Einem militärischen Teil in der nordwestlichen Ecke des Platzes in Richtung Handorf gelegen und einem weitaus kleineren zivilen Teil in der südöstlichen Ecke, dem Ort Telgte zugewandt. Zum zivilen Teil gehörten ein Abfertigungsgebäude, ein Restaurant, die Flughafenverwaltung sowie eine Flugzeughalle.

### Zweiter Weltkrieg

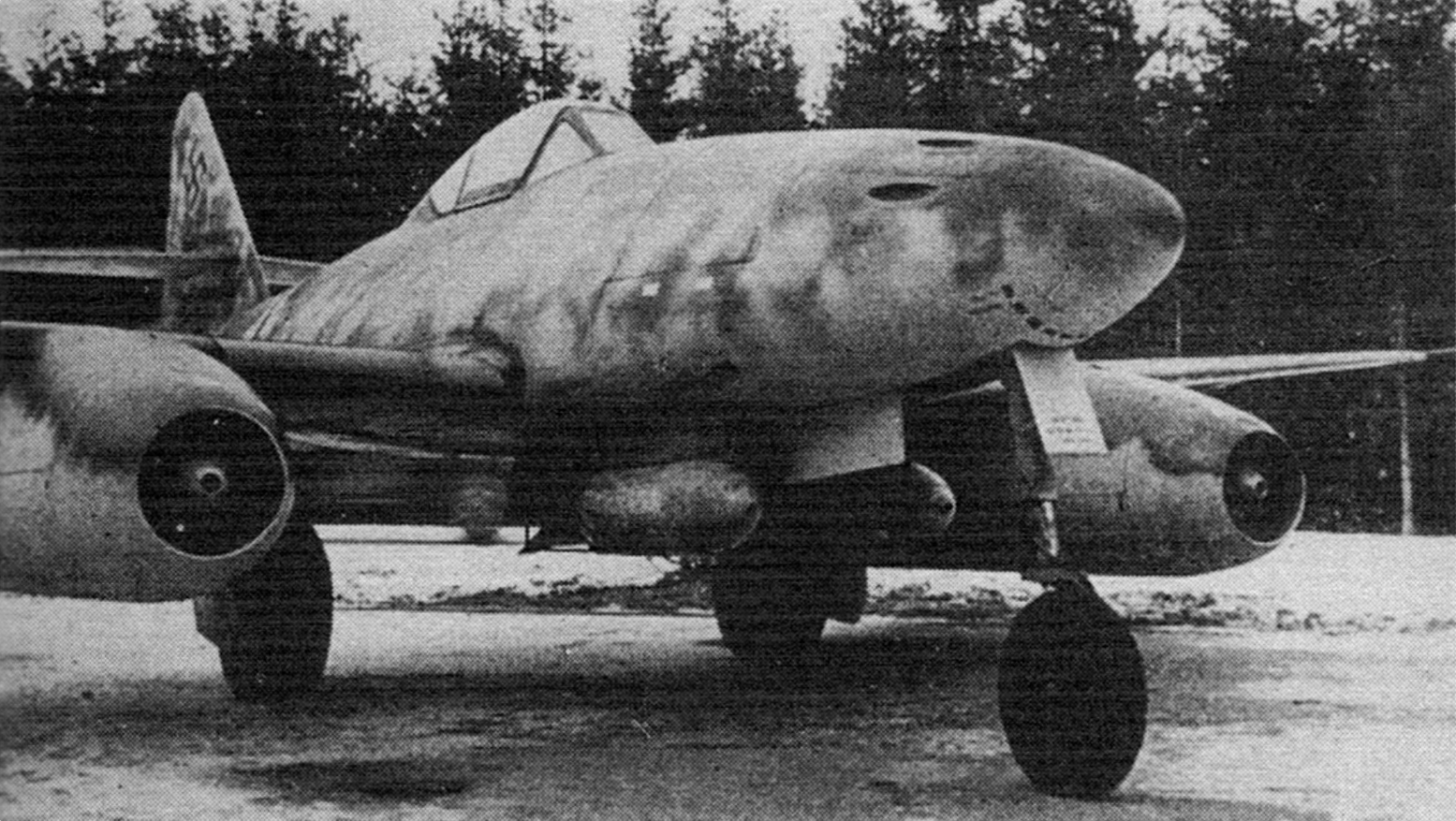
Der erste Strahljäger der Welt, die Me 262 war zwischen November 1944 und Februar 1945 in Münster-Handorf stationiert („Sonderkommando Braunegg“).

Die militärischen Anlagen, der Fliegerhorst, wurden erst im Jahre 1938 fertiggestellt. Die erste stationierte Einheit war ein Aufklärerverband, ausgerüstet mit Flugzeugen vom Typ Heinkel He 45 bzw. Heinkel He 46. Im darauffolgenden Jahr bezog das Jagdgeschwader 27 mit seinen Messerschmitt Bf 109 am 1. Oktober 1939 den Fliegerhorst in Handorf und blieb dort bis Januar 1940. Nach dem Abzug des Jagdgeschwaders verlegte am 11. Februar 1940 die I./KG 27 „Boelcke“ nach Handorf, die zuvor auf Fliegerhorsten in Süddeutschland stationiert gewesen war. Nach dem Beginn des Westfeldzuges am 10. Mai 1940 verlegte dieses Geschwader Ende Mai 1940 Richtung Westen.
Ab August 1940 diente der Fliegerhorst in Handorf vermehrt als Stützpunkt für diverse Bomberverbände, ausgerüstet mit Heinkel He 111. Darunter waren auch Teile des KG 54 „Totenkopf“ und des KG 1 „Hindenburg“. Die IV./KG 1 wurde am 16. August 1940 aufgestellt und blieb bis zum 16. Juni 1942 in Handorf. Die II. Gruppe war von Dezember 1940 bis März 1941 in Handorf stationiert, die III. Gruppe von Oktober 1940 bis Januar 1941.
Kurze Zeit nach dem Beginn des Zweiten Weltkrieges wurde der Flugplatz ausgebaut. Die bisher unbefestigten Start- und Landebahnen wurden befestigt und 1941 oder 1942 wurde der erst wenige Jahre zuvor errichtete zivile Teil abgerissen. Spätestens im März 1942 war vom zivilen Verkehrsflugplatz nichts mehr übrig.
Nachdem der Ausbau abgeschlossen war, erfolgte im August 1943 die Stationierung der III. Gruppe des Kampfgeschwaders 3 (III./KG 3) mit Junkers Ju 88, die bis zum November 1944 andauerte. Während dieser Zeit erfolgte mehrfach eine Umbezeichnung dieser Einheit, zunächst im Februar 1944 in I. Gruppe des Nachtjagdgeschwader 7 (I./NJG 7), dann im Oktober in IV. Gruppe des Nachtjagdgeschwaders 2 (IV./NJG 2). Zwischenzeitlich waren gegen Ende des Jahres 1943, zur Durchführung des Unternehmens Steinbock, Teile der II. Gruppe des Kampfgeschwader 2 (II./KG 2) mit Junkers Ju 188 auf den Fliegerhorst verlegt worden. Im September 1944 kam mit der I./NJG 1 mit ihren Heinkel He 219 eine weitere Einheit dazu.
Neben diesen bereits in Handorf stationierten Einheiten stießen weitere Einheiten gegen Ende des Jahres 1944 hinzu, darunter das KG 53 mit seinen Heinkel He 111 im September 1944 und deren Umrüstung auf Heinkel He 111 H-22. Zwischen Oktober und November verlegte dann die IV./NJG 2 auf den Fliegerhorst in Handorf, die daraufhin durch die III./KG 76 mit ihren Arado Ar 234 ersetzt wurden, die am 24. Dezember 1944 von hier aus den ersten Angriff eines Jagdbombers mit Strahltriebwerk flogen. Auch die Messerschmitt Me 262 war von November 1944 bis zum 6. Februar 1945 in Handorf stationiert („Sonderkommandos Braunegg“).
Die folgende Tabelle listet ausgesuchte fliegende aktive Einheiten (ohne Schul- und Ergänzungsverbände) der Luftwaffe der Wehrmacht auf, die hier in den Jahren 1938 bis 1945 stationiert waren.
| Von            | Bis            | Einheit                                         | Ausrüstung                           |
| -------------- | -------------- | ----------------------------------------------- | ------------------------------------ |
| September 1939 | Februar 1940   | Stab/KG 54 (Stab des Kampfgeschwaders 54)       | Heinkel He 111P                      |
| Oktober 1939   | Januar 1940    | Stab/JG 27 (Stab des Jagdgeschwaders 27)        | Messerschmitt Bf 109E                |
| Oktober 1939   | Oktober 1939   | Stab/JG 3                                       | Messerschmitt Bf 109E                |
| November 1939  | Februar 1940   | Stab/JG 51                                      | Messerschmitt Bf 109E                |
| Dezember 1939  | Januar 1940    | I./JG 21                                        | Messerschmitt Bf 109E                |
| Februar 1940   | März 1940      | I./KG 27                                        | Heinkel He 111P                      |
| Mai 1940       | Mai 1940       | III./KG 54                                      | Heinkel He 111P                      |
| Juni 1940      | Juni 1940      | III./KG 27                                      | Heinkel He 111P                      |
| September 1940 | Oktober 1940   | III./KG 1                                       | Heinkel He 111H, Junkers Ju 88A      |
| November 1940  | März 1941      | II./KG 1                                        | Heinkel He 111H, Junkers Ju 88A      |
| Dezember 1941  | Februar 1942   | I./KG 3                                         | Junkers Ju 88A                       |
| Juni 1942      | September 1942 | I./KG 1                                         | Junkers Ju 88A-5                     |
| Juni 1943      | Oktober 1943   | III./LG 1                                       | Junkers Ju 88A-4                     |
| August 1943    | Januar 1944    | III./KG 3                                       | Dornier Do 217K-1, Junkers Ju 88A-4  |
| Oktober 1943   | September 1944 | II./KG 2                                        | Junkers Ju 188E-1, Dornier Do 217E-4 |
| Februar 1944   | September 1944 | I./NJG 7 (I. Gruppe des Nachtjagdgeschwaders 7) | Junkers Ju 88A-4                     |
| September 1944 | September 1944 | Stab, I./KG 2                                   | Dornier Do 217M-1                    |
| September 1944 | März 1945      | I./NJG 1                                        | Heinkel He 219A-0                    |
| Oktober 1944   | November 1944  | IV./NJG 2                                       | Junkers Ju 88G-1, Junkers Ju 88G-6   |
| Dezember 1944  | März 1945      | 9./KG 76 (9. Staffel des Kampfgeschwaders 76)   | Arado Ar 234B-2                      |

Obwohl der Flugplatz während des Krieges wiederholt von alliierten Bombern angegriffen wurde, kam es nie zu solchen Schäden, die den Flugbetrieb gravierend beeinflussten. Luftbilder von 1953 dokumentieren aber, dass das Gelände sehr intensiv bombardiert wurde. Beim Rückzug der deutschen Truppen am 3. April 1945 sprengten sie die meisten Gebäude und die technischen Einrichtungen.

### Seit 1945

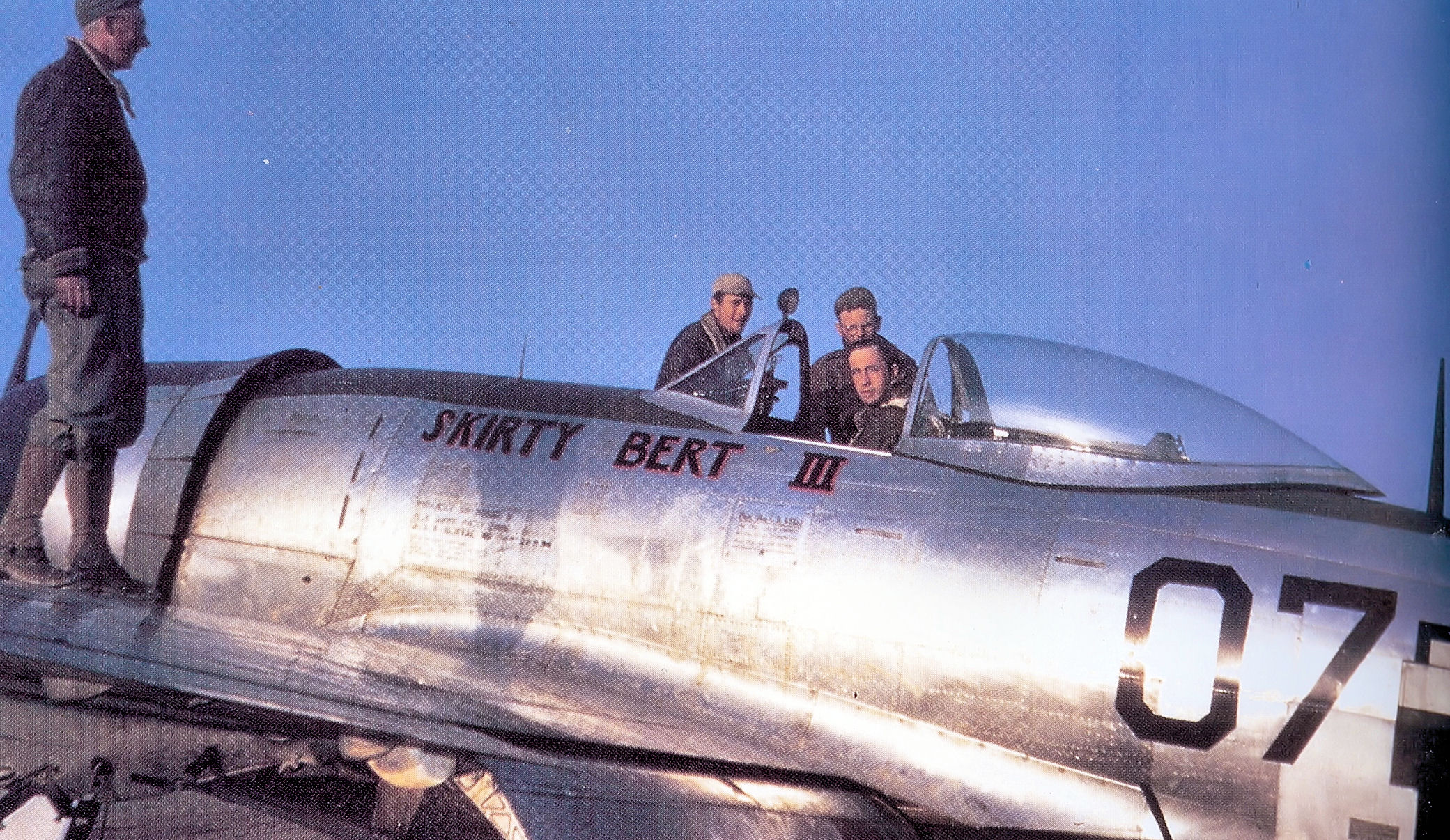
514th Fighter Squadron P-47 Thunderbolt „Skirty Bert III“, Münster-Handorf Airfield (Y-94), April 1945

Am 5. April 1945 wurde der Flugplatz durch amerikanische Truppen eingenommen. Am 12. April 1945 nahm ihn die United States Army Air Forces (USAAF) als Advanced Landing Ground ALG Y-94 Münster-Handorf in Betrieb und nutzte ihn für den Einsatz von Jagdbombern.
Ab Mitte April stationierten die 366th Fighter Group und die 406th Fighter Group ihre P-47 Thunderbolts hier, um den Ruhrkessel anzugreifen, was zur Kapitulation von über 300.000 deutschen Soldaten führte. Nach Kriegsende am 7. Mai 1945 zogen die Kampfeinheiten im Juni ab. Das Air Technical Service Command übernahm das Gelände bis Dezember 1945, um überschüssige alliierte Flugzeuge zu verwalten. Danach wurde der Flugplatz der Royal Air Force übergeben.
Am 25. Juni wurde das Gelände an die britische Armee übergeben, welche die unzerstörten oder teilweise reparierten Gebäude zur Unterbringung von Flüchtlingen und Bedürftigen nutzte. Teile des Flugplatzes wurden nun auch ackerbaulich genutzt. Er wurde jedoch im Sommer 1946 vorübergehend noch einmal durch die Mosquito-Staffeln des 140. Wing (Geschwader) der British Air Force of Occupation genutzt, da dessen Heimatplatz Gütersloh damals eine Betonlandebahn erhielt.
Pläne zur dauerhaften Reaktivierung des Flugplatzbetriebs führten zu Widerstand innerhalb der Bevölkerung, so dass der Platz zur Stationierung von Heereseinheiten freigegeben wurde. Diese Nutzung begann mit dem Bau der Lützow-Kaserne im Jahr 1956, bei dem Gebäude des ehemaligen Fliegerhorstes mit einbezogen wurden. Die Fertigstellung der Kaserne erfolgte im Jahr 1957.

### Nike Hercules Flugabwehrstellung

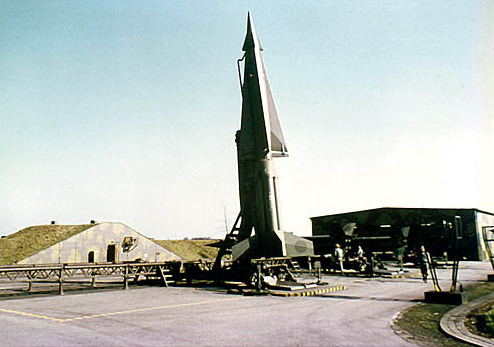
Nike Hercules auf der ehemaligen Flugabwehrstellung

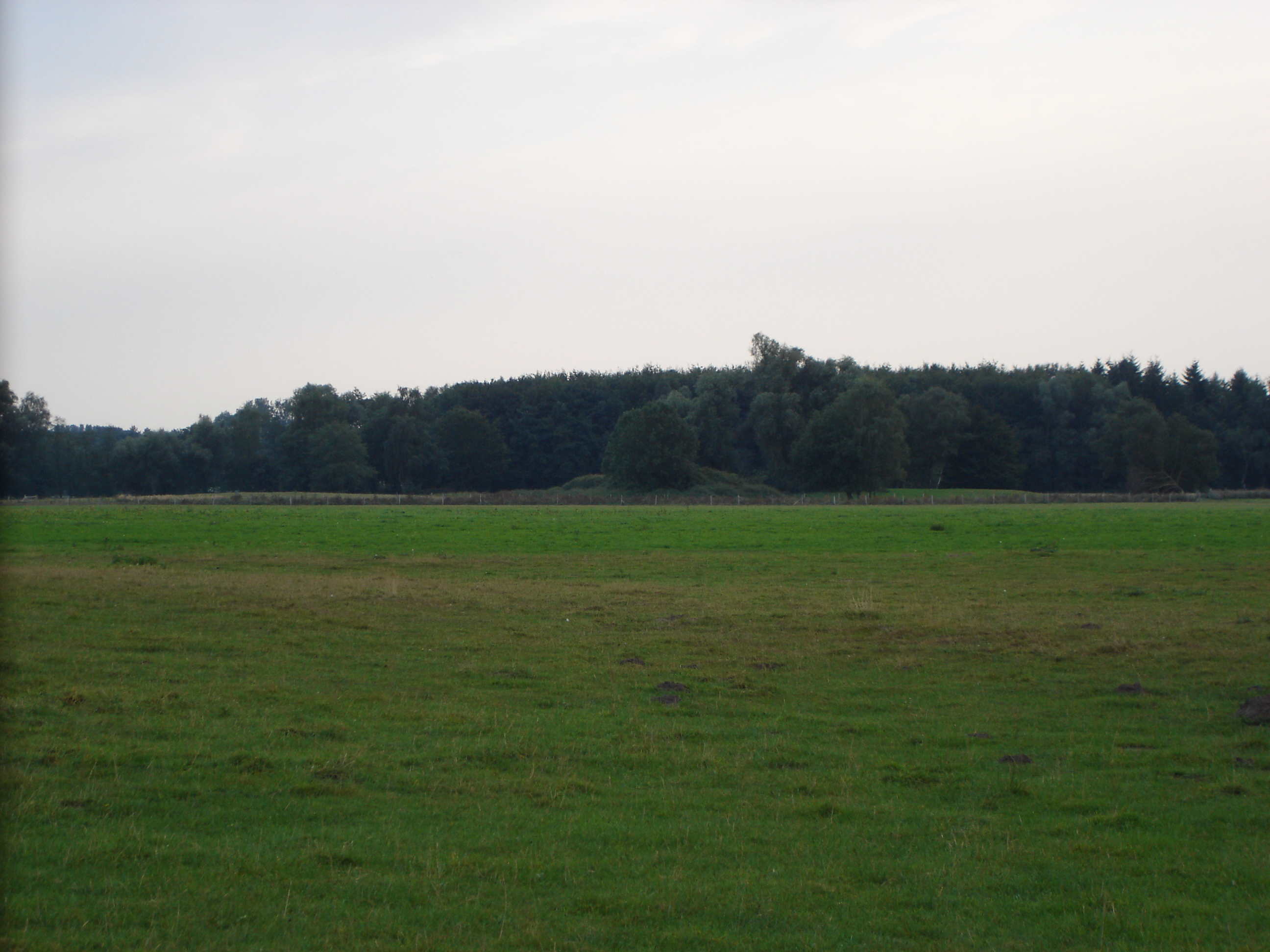
Panorama des westlichen Teils in südlicher Richtung fotografiert. Der Hügel vor dem Waldrand gehört zur ehemaligen IFC der Nike-Abwehrstellung.

Die große Freifläche des Flugfeldes wurde weiterhin militärisch genutzt, wenn auch nicht durch Flieger. Ende der 1950er Jahre wurde von der NATO im Rahmen der neuen Doktrin der „Massive retaliation“ (Massiven Vergeltung) beschlossen, dass in Münster atomar bestückte Langstrecken-Raketen des Typs Nike Hercules stationiert werden sollten. 1959 wurde die erste Nike-Stellung durch die B-Battery des 119. Squadrons der niederländischen Luftstreitkräfte stationiert, die dazugehörenden atomaren Sprengköpfe wurden jedoch vom A Team (auch Alpha-Team genannt) der 509th Artillery Detachment/USAAD verwaltet. Mindestens zwischen 1967 und 1973 wurde südlich der Raketen-Batterie eine große DF-Antennen-Anlage betrieben. Die Raketenbatterie war bis 1975 aktiv, dann erfolgte eine Umstrukturierung und die Nike-Batterie wurde aus Handorf abgezogen. Die leerstehenden und teilweise verfallenen Gebäude wurden von Mitte der 1980er Jahre an nach und nach abgebrochen und zu drei Schuttbergen auf den ehemaligen Bunkeranlagen zusammengetragen. In diesem Zeitraum wurden auch Teile des ehemaligen Flugplatzes entmunitioniert, um eine Nutzung durch die Infanterie-Truppen der Lützow-Kaserne abzusichern. Dieser ausgesiebte Schotter wurde ebenfalls auf den Schuttbergen zusammengetragen. Das letzte Gebäude – eine Leitstelle der niederländischen Raketenbatterie am Nordwestrand der Stellung – wurde erst 1998 abgebrochen.
Das Gelände des Flugplatzes wurde unterdessen für Zielübungen des Panzerbataillon 194 genutzt, was aber zu Befremden bei der benachbarten Bevölkerung Handorfs führte, weil sie sich im imaginären Beschussgebiet wähnten. Ebenso diente das Gelände den Soldaten als Platz zur Errichtung einer Zeltstadt während einer NATO-Übung im Jahr 1996. 2006 wurden umfangreiche landschaftsbauliche Maßnahmen durchgeführt: Mehrere Gewässer wurden angelegt und zahlreiche große Gehölzriegel wurden gepflanzt, um die bis dahin sehr offene Landschaft des ehemaligen Flugfeldes für die übende Infanterie der Lützow-Kaserne aufzuwerten. Am 4. Februar 2007 fand der Fisherman’s Friend Strongman Run mit knapp 1.600 Startern und rund 12.000 Zuschauern auf dem Gelände statt. Aus ökologischen Gründen wurde diese Veranstaltung in den Folgejahren aber nicht mehr hier durchgeführt.

### Heutige Nutzung
Heute ist das Gelände landwirtschaftlich genutzt und als Standortübungsplatz der Lützow-Kaserne zugänglich. Relikte wie Betonreste von Startbahnen, zerstörte Gebäude und Nike-Stellungen sind erhalten. Die Landschaft wurde 2006 mit Gewässern und Gehölzen gestaltet.
Zurzeit wird das Gelände als Standortübungsplatz genutzt und ist am Wochenende und außerhalb der Übungszeiten für die Bevölkerung zugänglich. Erhalten gebliebene Unterkunftsgebäude der niederländischen Nike-Stellung am Südrand des Geländes werden durch das Technische Hilfswerk genutzt. Unmittelbar benachbart betreibt das Institut der Feuerwehr Nordrhein-Westfalen sein Übungsgelände.